# 金静
金静（1965年1月—），越剧演员，中国国家一级演员，擅长旦角，著名戚派花旦，在唱腔和表演上博采众长，维妙维肖。
1983年，以全校第一名的成绩毕业于上海市戏曲学校。后进入上海静安越剧团。
2004年，进入上海越剧院。
2007年，在越剧电影《红楼梦》中饰演薛宝钗。代表作有《血手印》、《梁祝》、《玉堂春》、《白蛇传》、《玉蜻蜓》、《王老虎抢亲》、《秋海棠》、《红楼梦》等。

## 引用文献
1. ↑  金静出越剧戚派专辑[永久]，解放日报网
2. ↑  纪念越剧诞生百年名家—金静 （页面存档备份，存于），搜狐网
3. ↑  金静打造离奇新越剧《血手印》 （页面存档备份，存于），搜狐网
4. ↑  耳目一新《血手印》—观金静、丁小蛙主演越剧《血手印》随感。引自《上海戏剧》，2006年12期